# Весілля Ребекки
«Весілля Ребекки» (англ. Rebecca's Wedding Day) — американська короткометражна кінокомедія Джорджа Ніколса 1914 року з Роско Арбаклом в головній ролі.

## У ролях
- Роско «Товстун» Арбакл — Ребекка
- Біллі Гілберт — злодій
- Едгар Кеннеді — наречений
- Мак Сеннет — батько
- Кертлі Вірджинія — Рейчел — весільний гість
- Філліс Аллен — весільний гість
- Мінта Дарфі — весільний гість
- Френк Опперман — весільний гість